# كيم وو جونج
كيم وو جونج (هانغل: 김우중 بكتابة هانغول 金宇中 بكتابة هانجا)‏ (17 ديسمبر 1936 في دايغو - 9 ديسمبر 2019) هو رجل أعمال من كوريا الجنوبية مؤسس ورئيس مجموعة دايوو (대우).

## خلفية
ولد في دايجو، وكان ابن محافظ إقليمي. عمل وهو فتى في مجال تسليم الصحف، حيث ساعد عائلته التي كانت تعتمد عليه خلال فترة من الزمن. تخرج من مدرسة كيونغي الثانوية المرموقة، ثم أنهى شهادة الاقتصاد في جامعة يونسي في سيول. كان والده معلمًا للرئيس السابق باك تشونغ هي، الذي قدم بدوره الدعم الكبير لكيم من ناحية المال والأعمال.

## دايو
دخل في شركة تجارية صغيرة بعد تخرجه من يونسي، وتخصص لاحقا في مجال المنسوجات والملابس. ثم انفصل وأنشأ شركة دايو للصناعات مع خمسة شركاء آخرين. استعان كيم بصلاته مع رفاقه من خريجي يونسي والدعم السياسي، وازدهرت شركته واشترى العديد من الشركات المختلفة. بنيت مجموعة دايو في الأصل على الشركات التي تم شراؤها، وأغلبها كان من الشركات المتعثرة. نجح كيم في تحويل الشركات شبه المفلسة إلى مؤسسات ناجحة. بحلول التسعينيات، كانت دايو مدرجة في الثالثة في الإيرادات في كوريا. كان هذا النمو السريع ملحوظًا مقارنةً بالشركات الكورية الثلاث الكبرى الأخرى (هيونداي، مجموعة إل جي، سامسونج).
رغم نجاح الشركة وامتلاكها الكثير من الفروع في الخارج، فقد كان هيكلها المالي ومجوفا إلى حد ما وغير مستقر، وظهر هذا واضحا بعد قدوم الأزمة المالية الآسيوية في عام 1997. كان عليها أن تبيع ما يقرب من خمسين شركة تابعة والتركيز فقط على الشركات الكبرى.
كان كيم على قائمة الإنتربول عندما كان في المنفى، وذلك لتركه شركة دايو بكم كبير كم الديون المستحقة لموظفيه.
تم اعتقاله بعد فترة وجيزة من عودته إلى كوريا الجنوبية في 14 يونيو 2005، واعتذر «عن إيذاءه للأمة وأنه قبل تحمل المسؤولية الكاملة عن انهيار المجموعة، مضيفًا أنه مستعد لقبول أي شيء تحكم به السلطات». وفقا لصحيفة تشوسون ايلبو. 

## الاتهامات الجنائية
في مايو 2006، حُكم عليه بالسجن عشر سنوات بعد إدانته بتهم تشمل الاختلاس والاحتيال. تم الاستيلاء على 21 ترليون وون (22 مليار دولار) من ثروته وتم تغريمه 10 ملايين وون إضافية. 
تم تخفيض عقوبته إلى ثمان سنوات ونصف لدواع صحية؛ ثم حصل على عفو من الرئيس روه مو هيون في 30 ديسمبر 2007. رؤساء كوريا الجنوبية يوزعون العفو العام تقليديا للعام الجديد. 

## الجوائز
- وسام جوقة الشرف